# Limacella ochraceolutea
Limacella ochraceolutea är en svampart som beskrevs av P.D. Orton 1969. Limacella ochraceolutea ingår i släktet Limacella och familjen Amanitaceae.   Inga underarter finns listade i Catalogue of Life.